# Lettera aperta a L'Espresso sul caso Pinelli
La lettera aperta a L'Espresso sul caso Pinelli, menzionata anche come appello contro il commissario Calabresi, è un documento pubblicato il 13 giugno 1971 dal settimanale L'Espresso, con cui numerosi politici, giornalisti e intellettuali chiesero la destituzione di alcuni funzionari, ritenuti artefici di gravi omissioni e negligenze nell'accertamento delle responsabilità circa la morte di Giuseppe Pinelli, precipitato da una finestra mentre era in stato di fermo presso la questura di Milano, nell'ambito delle indagini sulla strage di piazza Fontana condotte dal commissario Luigi Calabresi.

## Storia
La lettera formula una serie di accuse a persone che avrebbero condizionato, a vario titolo, l'iter processuale in favore del commissario Calabresi, partendo dal presupposto che Pinelli fosse stato ucciso e che sussistesse una responsabilità di Calabresi in merito alla sua morte. Tali persone erano:
- il giudice del tribunale di Milano, Carlo Biotti, che avrebbe dovuto pronunciarsi sul procedimento per diffamazione promosso da Calabresi nei confronti di Lotta Continua e che, prima di essere ricusato su iniziativa della difesa di Calabresi, aveva chiesto con forza la riesumazione del corpo di Pinelli;
- Michele Lener, avvocato di Calabresi;
- Marcello Guida, questore di Milano all'epoca della morte di Pinelli, il quale, nella prima conferenza stampa relativa alla morte dell'anarchico, aveva sostenuto la tesi del suicidio a causa dell'implicazione dell'attivista nella strage di piazza Fontana[1];
- Giovanni Caizzi e Carlo Amati, magistrati milanesi che indagarono sulla morte di Pinelli.

Il 10 giugno 1971, la lettera fu inizialmente sottoscritta da dieci firmatari: Marino Berengo, Anna Maria Brizio, Elvio Fachinelli, Lucio Gambi, Giulio A. Maccacaro, Cesare Musatti, Enzo Paci, Carlo Salinari, Vladimiro Scatturin e Mario Spinella. La lettera aperta fu pubblicata sul settimanale L'Espresso il 13 giugno, a margine di un articolo di Camilla Cederna intitolato Colpi di scena e colpi di karate. Gli ultimi incredibili sviluppi del caso Pinelli. Il titolo si ispirava all'ipotesi, emersa da alcune prime indiscrezioni sulle ferite ritrovate sul corpo di Pinelli e sostenuta da Lotta Continua e da diversi ambienti extraparlamentari, che la defenestrazione di Pinelli fosse stata causata da un colpo di karate. Le settimane successive, il 20 e il 27 giugno, la lettera venne ripubblicata, con l'adesione di centinaia di personalità del mondo politico e intellettuale italiano, fino a giungere a 757 firme.
Il linguaggio usato nella lettera, caratteristico di quegli anni di aspri e violenti scontri ideologici, era particolarmente diretto e accusatorio, al punto che successivamente, in tempi e modi diversi, alcuni dei firmatari rividero le loro posizioni. Norberto Bobbio, ad esempio, in una lettera aperta indirizzata ad Adriano Sofri pubblicata su la Repubblica il 28 marzo 1998, parlò apertamente di «orrore» nel rileggere quelle parole, distinguendo tuttavia il «merito» del comunicato, sul quale non intese ritrattare, e il «linguaggio». Altri, invece, come Paolo Mieli e Carlo Ripa di Meana, ritrattarono la sottoscrizione dell'appello, Ripa di Meana asserendo che fra le «conseguenze» dell'appello stesso rientrasse l'omicidio Calabresi, avvenuto circa un anno dopo. Giampaolo Pansa, il quale invece declinò l'invito a firmare l'appello, affermò che la lettera costituì «un avallo al successivo assassinio di Calabresi». Folco Quilici e Oliviero Toscani negarono invece di avere mai sottoscritto l'appello. Eugenio Scalfari ha scritto nel 2017 di aver detto in precedenza alla vedova di Calabresi che «quella firma era stata un errore».
Circa vent'anni dopo la pubblicazione del documento, L'Europeo intervistò alcuni firmatari chiedendo se non avessero rinnegato quell'adesione: nessuno se ne ricordava più. Salvatore Samperi disse che «ognuno ha il diritto di sostenere che bisogna prendere le armi, senza che questo significhi prenderle», Giulio Carlo Argan sostenne di non ricordare nulla e di non volerne più parlare, mentre la Ginzburg disse «non so cosa si vuole da me, non ho niente da dichiarare». Domenico Porzio dichiarò: «Eravamo giovani e scatenati»; Saverio Vertone osservò, in un commento, che all'epoca Porzio doveva avere almeno 45 anni e non era mai stato un esaltato.

## Il testo integrale
Oggi come ieri – quando denunciammo apertamente l'arbitrio calunnioso di un questore, Michele Guida, e l'indegna copertura concessagli dalla Procura della Repubblica, nelle persone di Giovanni Caizzi e Carlo Amati – il nostro sdegno è di chi sente spegnersi la fiducia in una giustizia che non è più tale quando non può riconoscersi in essa la coscienza dei cittadini. Per questo, per non rinunciare a tale fiducia senza la quale morrebbe ogni possibilità di convivenza civile, noi formuliamo a nostra volta un atto di ricusazione.
Una ricusazione di coscienza – che non ha minor legittimità di quella di diritto – rivolta ai commissari torturatori, ai magistrati persecutori, ai giudici indegni. Noi chiediamo l'allontanamento dai loro uffici di coloro che abbiamo nominato, in quanto ricusiamo di riconoscere in loro qualsiasi rappresentanza della legge, dello Stato, dei cittadini.»

## Elenco dei firmatari
Segue l'elenco dei 757 firmatari della lettera in ordine alfabetico.
- Ezio Adami
- Mario Agatoni
- Clelia Agnini
- Nando Agnini
- Enzo Enriques Agnoletti
- Giorgio Agosti
- Alberto Ajello
- Nello Ajello
- Gian Mario Albani
- Vando Aldovrandi
- Elio Aloisio
- Marina Altichieri
- Anselmo Amadigi
- Laura Ambesi
- Giorgio Amendola
- Sergio Amidei
- Luigi Anderlini
- Antonio Andreini
- Franco Antonicelli
- Filippo Arcuri
- Giulio Carlo Argan
- Giorgio Arlorio
- Annamaria Arisi
- Anna Arnati
- Aldo Assetta
- Gae Aulenti
- Orietta Avernati
- Ferruccio Azzani
- Giorgio Backhaus
- Franco Baiello
- Anna Baldazzi
- Nanni Balestrini
- Aurelio Balich
- Carlo Ballicu
- Aldo Ballo
- Pietro Banas
- Julja Banfi
- Arialdo Banfi
- Marcello Baraghini
- Mario Baratto
- Andrea Barbato
- Mario Bardella
- Giovanna Bartesaghi Campanari
- Ada Bartolotti
- Mirella Bartolotti
- Carla Bartolucci
- Franco Basaglia
- Vittorio Basaglia
- Andrea Basili
- Eugenia Bassani
- Aldo Bassetti
- Marisa Bassi
- Emanuele Battain
- Giovanni Battigi
- Betti Bavastro
- Renato Bazzoni
- Marco Bellocchio
- Piergiorgio Bellocchio
- Aroldo Benini
- Giorgio Benvenuto
- Marino Berengo
- Gualtiero Bertelli
- Giorgio Bertemo
- Alberto Berti
- Bernardo Bertolucci
- Mario Besana
- Laura Betti
- Alberto Bevilacqua
- Bruno Bianchi
- Luciano Bianciardi
- Mario Biason
- Walter Binni
- Renzo Biondo
- Mercedes Bo
- Norberto Bobbio
- Giorgio Bocca
- Gaetano Boccafine
- Cini Boeri
- Renato Boeri
- Rodolfo Pietro Bollini
- Pietro Bolognesi
- Ermanna Bombonati
- Laura Bonagiunti
- Agostino Bonalumi
- Angela Bonanomi
- Giuseppe Bonazzi
- Mario Boneschi
- Luciana Bonetti
- Arrigo Bongiorno
- Vittorio Borachia
- Giuliana Borda
- Giampiero Borella
- Angelo Borghi
- Giampaolo Borghi
- Sergio Borsi
- Carlo Bosoni
- Angela Braga
- Aldo Braibanti
- Rina Bramè in Zanetti
- Tinto Brass
- Claudio Brazzola
- Nerina Breccia
- Maria Luisa Brenner
- Fulvia Breschi
- Anna Maria Brizio
- Vanna Brocca
- Laura Bruno
- Franco Brusati
- Giampaolo Bultrini
- Giorgio Cabibbe
- Corrado Cagli
- Mauro Calamandrei
- Alba Cella Calamida
- Leonida Calamida
- Giuseppe Caldarola
- Giacomo Calì
- Vittoria Calvan
- Maurizio Calvesi
- Floriano Calvino
- Riccardo Calzeroni
- Valeria Calzeroni
- Giovanna Campi
- Nino Cannata
- Michele Canonica
- Teodolinda Caorlin
- Elena Caporaso
- Ettore Capriolo
- Umberto Carabella
- Cosmo Carabellese
- Giulia Carabellese
- Tommaso Caraceni
- Tullio Cardia
- Pierre Carniti
- Tommaso Carnuto
- Fabio Carpi
- Armando Carpignano
- Dino Cartia
- Bruno Caruso
- Paolo Caruso
- Amedeo Casavecchia
- Andrea Cascella
- Alessandro Casillin
- Lucia Casolini
- Giorgio Catalano
- Giuseppe Catalano
- Liliana Cavani
- Paolo Cavara
- Camilla Cederna
- Giamprimo Cella
- Carla Cerati
- Roberto Cerati
- Mario Ceroli
- Lorenzo Certaldi
- Miriam Certi
- Bianca Ceva
- Sandra Cheinov
- Francia Chemollo
- Alfredo Chiappoli
- Francesco Ciafaloni
- Vincenzo Ciaffi
- Lidia Ciani
- Umberto Cinti
- Mariella Codignola
- Ezio Cogliati
- Lucio Colletti
- Enrica Collotti Pischel
- Furio Colombo
- Luigi Comencini
- Franco Contorbia
- Gianni Corbi
- Sergio Corbucci
- Elisabetta Corona
- Teresa Corsi
- Luigi Cortesi
- Giulio Cortini
- Giuseppe Cosentino
- Luigi Cosenza
- Radames Costa
- Gastone Cottino
- Gabriella Covagna
- Bruno Crimi
- Paolo Crivelli
- Virgilio Crocco
- Sandra Dal Pozzo
- Enzo D'Amore
- Guido Davico Bonino
- Maria Teresa De Laurentis
- Fausto De Luca
- Giorgio De Luca
- Giorgio De Marchis
- Giorgio De Maria
- Giovanni De Martini
- Tullio De Mauro
- Stefano De Seta
- Vincenzo De Toma
- Stefano De Vecchi
- Sergio De Vio
- Vittoria De Vio
- Giuseppe Del Bo
- Giuseppe Della Rocca
- Giampiero Dell'Acqua
- Luigi Dell'Oro
- Anna Maria Demartini
- Bibi Dentale
- Fabrizio Dentice
- Luca D'Eramo
- Stefano Di Donat
- Sara Di Salvo
- Tommaso Di Salvo
- Luciano Doddoli
- Delia Dominella
- Piero Dorazi
- Gillo Dorfles
- Umberto Dragone
- Guglielmo Dri
- Susan Dubiner
- Antonio Duca
- Umberto Eco
- Giulio Einaudi
- Ingrid Enbom
- Angelo Ephrikian
- Maria Concetta Epifani
- Sergio Erede
- Bruno Ermini
- Franco Ermini
- Vincenzo Eulisse
- Gianni Fabbri
- Marisa Fabbri
- Bruno Fabretto
- Mario Fabretto
- Elvio Fachinelli
- Vittorio Fagone
- Carlo Falconi
- Annagiulia Fani
- Teresa Fanigarda
- Alberto Farassino
- Luciana Farinella
- Franco Fayenz
- Federico Fellini
- Inge Feltrinelli
- Marina Feraci
- Mario Ferrantelli
- Alberto Ferrari
- Ernesto Ferrero
- Arnaldo Ferroni
- Pierluigi Ficoneri
- Gaetana Filippi
- Giampaolo Filotico
- Piero Filotico
- Marco Fini
- Paola Fini
- Roberto Finzi
- Milva Fiorani
- Elio Fiore
- Leonardo Fiori
- Giosuè Fittipaldi
- Dario Fo
- Luciano Foà
- Domenico Foderaro
- Carla Fontana
- Manuele Fontana
- Massimiliano Fontana
- Ada Fonzi
- Bruno Fonzi
- Franco Fornari
- Carla Forta
- Franco Fortini
- Paolo Fossati
- Gennaro Fradusco
- Bruna Franci
- Aldo Franco
- Giuseppe Franco
- Bice Fubini
- Marisetta Fubini
- Alberto Fuga
- Mario Fumero
- Maria Grazia Furlani Marchi
- Floriana Fusco
- Benedetta Galassi Beria
- Giancarlo Galassi Beria
- Silvia Galaverni
- Aldo Galbiati
- Virginia Galimberti
- Mario Gallo
- Severino Gambato
- Lucio Gambi
- Renato Gambier
- Antonio Gambino
- Maria Teresa Gardella
- Edoardo Garrone
- Emilio Garroni
- Giustino Gasbarri
- Cristiano Gasparetto
- Maria Gasparetto Schiavon
- Luciano Gaspari
- Bruna Gasparini
- Nuccia Gasparotto
- Mario Gatti
- Anna Gattinoni
- Camillo Gattinoni
- Emilio Gavazzotti
- Ugo Gazzini
- Mariella Genta
- Mauro Gentili
- Alessandro Gerbi
- Francesco Ghiretti
- Anna Ghiretti Magaldi
- Bona Ghisalberti
- Giobattista Gianquinto
- Natalia Ginzburg
- Antonio Giolitti
- Vincenzo Giordano
- Fabio Giovagnoli
- Giovanni Giudici
- Marinella Giusti
- Enzo Golino
- Letizia Gonzales
- Vittorio Gorresio
- Delia Grà
- Romano Stefano Granata
- Paola Grano
- Franco Graziosi
- Armando Greco
- Carlo Gregoretti
- Ugo Gregoretti
- Augusta Gregorini
- Laura Grisi
- Laura Griziotti
- Anna Gualtieri
- Franca Gualtieri
- Luciano Guardigli
- Pierluciano Guardigli
- Ruggero Guarini
- Augusto Guerra
- Salvatore Guglielmino
- Armanda Guiducci
- Roberto Guiducci
- Renato Guttuso
- Margherita Hack
- Ulrica Imi
- Delfino Insolera
- Gabriele Invernizzi
- Renato Izozzi
- Alberto Jacometti
- Lino Jannuzzi
- Emilio Jona
- Pietro La Gioiosa
- Vittorio La Gioiosa
- Rosamaria La Gioiosa in Giovagnoli
- Oliviero La Stella
- Riccardo Landau
- Liliana Landi
- Giuseppe Lanza
- Marina Laterza
- Vito Laterza
- Gustavo Latis
- Marta Latis
- Giorgio Lattes
- Giuliana Lattes
- Felice Laudadio
- Marcella Laurenzi
- Mario Lazzaroni
- Giorgio Leandro
- Franco Lefevre
- Ettore Lenzini
- Marcello Lenzini
- Franco Leonardi
- Irene Leonardi
- Rita Leonardi
- Francesco Leonetti
- Isabella Leonetti
- Ugo Leonzio
- Laura Lepetit
- Carlo Levi
- Primo Levi
- Bruno Libello
- Laura Lilli
- Claudio Lillini
- Marino Livolsi
- Carlo Lizzani
- Daniela Lizzi
- Maurizio Lizzi
- Germano Lombardi
- Riccardo Lombardi
- Giordano Loprieno
- Mariella Loriga
- Giuseppe Loy
- Nanni Loy
- Nico Luciani
- Franca Lurati
- Clara Lurig
- Giulio A. Maccacaro
- Marisa Macerollo
- Mario Macola
- Manuela Magro
- Carlo Mainoldi
- Susjanna Majella
- Carlo Majer
- Giancarlo Majorino
- Thomas Maldonado
- Maria Vittoria Malvano
- Piero Malvezzi
- Mauro Mancia
- Bruno Manghi
- Eleonora Mantese
- Manlio Maradei
- Adriana Marafioti
- Dacia Maraini
- Elio Maraone
- Laura Marasso Paladina
- Aldo Marchi
- Enzo Mari
- Giovanni Mariotti
- Giancarlo Marmori
- Lilly E. Marx
- Carlo Mascetti
- Francesco Maselli
- Vitilio Masiello
- Ennio Mattias
- Augusto Mattioli
- Clara Maturi Egidi
- Achille Mauri
- Fabio Mauri
- Carlo Mazzarella
- Giovanna Mazzetti
- Lorenza Mazzetti
- Cosimo Marco Mazzoni
- Alceste Mazzotti
- Carmine Mecca
- Marina Meltzer
- Lodovico Meneghetti
- Mino Menegozzi
- Giorgio Menghi
- Giuliano Merlo
- Aldo Messasso
- Giuseppe Mezzera
- Lidya Micheli
- Paolo Mieli
- Carla Migliarini
- Mieke Mijnlieff
- Paolo Milano
- Giovanna Minotti
- Annabella Miscuglio
- Enrico Mistretta
- Ludovica Modugno
- Paolo Modugno
- Franco Mogari
- Franco Mogni
- Davide Moisio
- Francesco Moisio
- Maria Vittoria Molinari
- Francesco Molone
- Arnaldo Momo
- Cecilia Moneti
- Furio Monicelli
- Mino Monicelli
- Giuliano Montaldo
- Adolfo Montefusco
- Grazia Montesi
- Pio Montesi
- Maria Monti
- Morando Morandini
- Alberto Moravia
- Guido Morello
- Diego Moreno
- Salvatore Morgia
- Alba Morino
- Berto Morucchio
- Salvatore Morvillo
- Franco Mulas
- Mimi Mulas
- Adriana Mulassano
- Ezio Muraro
- Paolo Murialdi
- Cesare Musatti
- Mariuccia Musazzi
- Sergio Muscetta
- Carlo Mussa Ivaldi
- Franca Mussa Ivaldi
- Gianna Navoni
- Benedetto Negri
- Toni Negri
- Grazia Neri
- Annamaria Nicora Hribar
- Riccardo Nobile
- Luigi Nono
- Mimma Noriglia
- Guido Nozzoli
- Luigi Odone
- Annamaria Olivi
- Pietro Omodeo
- Giulio Onici
- Fabrizio Onofri
- Valentino Orsini
- Silvana Ottieri
- Giulio Pace
- Enzo Paci
- Luciano Pacino
- Zulma Paggi
- Walter Pagliero
- Gian Carlo Pajetta
- Aldo Paladini
- Giannantonio Paladini
- Luciana Paladini Conti
- Salvatore Palladino
- Ettore Pancini
- Pietro Pandiani
- Francesco Panichi
- Alcide Paolini
- Piergiorgio Paoloni
- Letizia Paolucci
- Ivo Papadia
- Luca Paranelli
- Roberto Paris
- Silvia Parmeggiani Scatturin
- Ferruccio Parri
- Giordano Pascali
- Pier Paolo Pasolini
- Daniela Pasquali
- Ernesto Pasquali
- Luca Pavolini
- Giorgio Pecorini
- Rossana Pelà
- Alessandro Pellegrini
- Baldo Pellegrini
- Carla Pellegrini
- Lorenzo Pellizzari
- Dario Penne
- Andrea Penso
- Giovanni Pericoli
- Maria Pericoli
- Paolo Pernici
- Irene Peroni
- Mario Perosillo
- Nico Perrone
- Romano Perusini
- Carla Petrali
- Elio Petri
- Domenico Pezzinga
- Leopoldo Piccardi
- Mario Picchi
- Cristina Piccioli
- Giuseppe Picone
- Ugo Pierato
- Maria Novella Pierini
- Piero Pierotti
- Ettore Pietriboni
- Bice Pinnacoli
- Elsa Piperno
- Giosuè Pirola
- Ida Pirola
- Ugo Pirro
- Ugo Pisani
- Paola Pitagora
- Fernanda Pivano
- Luciano Pizzo
- Giovanna Platone Garroni
- Franco Pluchino
- Giancarlo Polo
- Giò Pomodoro
- Gillo Pontecorvo
- Antonio Porta
- Paolo Portoghesi
- Domenico Porzio
- Umberto Pozzana
- Emilio Pozzi
- Silvio Pozzi
- Claudio Pozzoli
- Serafino Pozzoni
- Pasquale Prunas
- Silvio Puccio
- Giulia Putotto
- Franco Quadri
- Massimo Quaini
- Sofia Quaroni
- Guido Quazza
- Folco Quilici
- Giovanni Raboni
- Emilia Raineri
- Franca Rame
- Dino Rausi
- Carlo Ravasini
- Luciano Redaelli
- Enrico Regazzoni
- Aloisio Rendi
- Nelly Rettmeyer
- Enzo Riboni
- Tina Riccaldone
- Aldo Ricci
- Carlo Ripa di Meana
- Vittorio Ripa di Meana
- Angelo Maria Ripellino
- Claudio Risé
- Nelo Risi
- Giuseppe Riva
- Carlo Rivelli
- Françoise Marie Rizzi
- Oreste Rizzini
- Giulia Rodelli
- Luigi Rodelli
- Carlo Rognoni
- Piero Rognoni
- Lalla Romano
- Marco Romano
- Gabriella Roncali
- Guido Roncali
- Maria Roncali
- Luisa Ronchini
- Roberto Ronchini
- Alberto Ronelli
- Gianluigi Rosa
- Carlo Rossella
- Giovanna Rosselli
- Mario Rossello
- Enrico Rossetti
- Serena Rossetti
- Gaetano Rossi
- Orazio Rossi
- Pietro Rossi
- Ettore Rotelli
- Maria Luisa Rotondi
- Irene Rovero
- Giovanni Rubino
- Maria Ruggieri
- Luigi Ruggiu
- Marisa Rusconi
- Francesco Russo
- Luisa Saba
- Adele Saccavini
- Giancarlo Sacconi
- Carlo Salinari
- Pietro Salmoiraghi
- Alberto Samonà
- Giuseppe Samonà
- Salvatore Samperi
- Carlo Santi
- Natalino Sapegno
- Carla Sartorello
- Sergio Saviane
- Angelica Savinio
- Ruggero Savinio
- Marina Saviotto
- Claudio Scaccabarozzi
- Eugenio Scalfari
- Nino Scanni
- Carlo Scardulla
- Luigi Scatturin
- Vladimiro Scatturin
- Mario Scialoja
- Toti Scialoja
- Antonio Scoccimarro
- Gino Scotti
- Giuliana Segre Giorgi
- Marialivia Serini
- Enzo Siciliano
- Luigi Simone
- Ulderico Sintini
- Mario Soldati
- Sergio Solimi
- Franco Solinas
- Sandro Somarè
- Romano Sorella
- Libero Sosio
- Corrado Sozia
- Rosalba Spagnoletti
- Sergio Spina
- Mario Spinella
- Nadia Spreia
- Paolo Spriano
- Pasquale Squitieri
- Giancarlo Staffolani
- Brunilde Storti
- Antonino Suarato
- Giuseppe Surrenti
- Silvana Tacchio
- Manfredo Tafuri
- Aldo Tagliaferri
- Carlo Taviani
- Paolo Taviani
- Vittorio Taviani
- Marisa Tavola
- Wladimir Tchertkoff
- Giorgio Tecce
- Rubens Tedeschi
- Maria Adele Teodori
- Massimo Teodori
- Umberto Terracini
- Angela Terzani
- Tiziano Terzani
- Duccio Tessari
- Nazario Sauro Tiberi
- Giovanni Tochet
- Rorò Toro
- Emanuela Tortoreto
- Fedele Toscani
- Oliviero Toscani
- Marirosa Toscani Ballo
- Rita Trasei
- Julienne Travers
- Ernesto Treccani
- Renato Treccani
- Bruno Trentin
- Giorgio Trentin
- Picci Trentin
- Giuseppe Turani
- Saverio Tutino
- Filomena Uda
- Flavia Urbani
- Marina Valente
- Francesco Valentini
- Giovanna Valeri De Santis
- Aldo Valia
- Laura Valia
- Bernardo Valli
- Nanny Van Velsen
- Guido Vanzetti
- Paolo Vascon
- Luciano Vasconi
- Domenica Vasi
- Sergio Vazzoler
- Emilio Vedova
- Maria Venturini
- Virgilio Vercelloni
- Lea Vergine
- Maura Vespini
- Carlo Augusto Viano
- Vittorio Vidali
- Lucio Villari
- Sandro Viola
- Giovanni Virgadaula
- Aldo Visalberghi
- Massimo Vitali
- Corrado Vivanti
- Alessandra Volante
- Giuseppe Voltolini
- Gregor Von Rezzori
- Joachim Von Schweinichen
- Annapaola Zaccaria
- Livio Zanetti
- Antonio Zanuso
- Francesco Zanuso
- Marco Zanuso
- Ornella Zanuso
- Domenico Zappettini
- Marvi Zappettini
- Cesare Zavattini
- Giorgio Zecchi
- Sandro Zen
- Alfredo Zennaro
- Bruno Zevi
- Alberto Zillocchi
- Carla Zillocchi
- Mario Zoppelli
- Fulvio Zoppi
- Nicoletta Zoppi
- Giovan Battista Zorzoli